# Anne-Louise Föhse
Anne-Louise Föhse est née le 22 mars 1677 à Dessau, sous l'empire germanique, et décédée le 5 février 1745 à l'âge de 66 ans. Avec sept frères et sœurs, elle est la fille de Rudolf Föhse (1646–1693), le pharmacien de la Cour de Dessau, et d'Agnes Ohme (décédée en 1707).

## Biographie
Anne-Louise Föhse épouse morganatiquement le prince Léopold Ier d'Anhalt-Dessau en 1698, sous le nom de Mlle de Föhsen,, malgré la grande résistance de son père[réf. nécessaire] et de sa belle-mère, Henriette-Catherine d'Orange-Nassau. Après le paiement de 92 000 talers au trésor impérial, elle est faite princesse impériale par Léopold Ier de Habsbourg en 1701.

### Enfants
Anne-Louise Föhse donne au moins 10 enfants à Léopold Ier (lequel aura en plus des enfants illégitimes) :
1. Guillaume-Gustave d'Anhalt-Dessau (1699-1737)
2. Léopold II d'Anhalt-Dessau (1700-1751)
3. Thierry d'Anhalt-Dessau (1702-1769), maréchal prussien
4. Frédéric-Henri-Eugène d'Anhalt-Dessau (1705-1781)
5. Henriette Marie Louise d'Anhalt-Dessau (1707-1707)
6. Louise d'Anhalt-Dessau (1709-1732), mariée à Victor-Frédéric d'Anhalt-Bernbourg
7. Maurice d'Anhalt-Dessau (1712-1760), maréchal prussien
8. Anne-Wilhelmine d'Anhalt-Dessau (1715-1780)
9. Léopoldine-Marie d'Anhalt-Dessau (1716-1782) épouse de Henri-Frédéric de Brandebourg-Schwedt (1709-1788)
10. Henriette-Amélie d'Anhalt-Dessau (1720-1793)